# Pramoedya Ananta Toer
Pramoedya Ananta Toer   (Blora, 6 de febrer de 1925 - Jakarta, 30 d'abril de 2006) va ser un escriptor i novel·lista indonesi, probablement el literat més conegut del seu país.

## Biografia

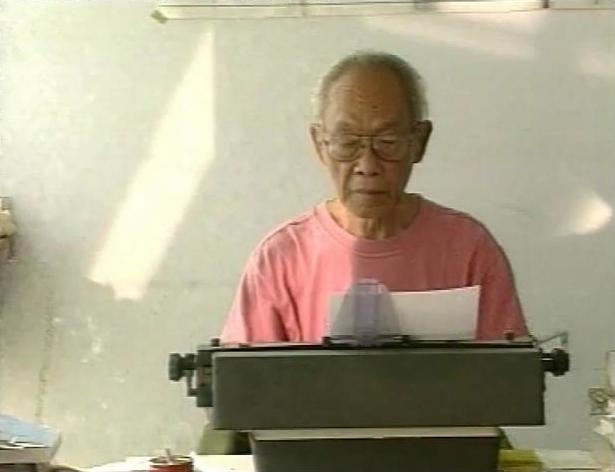
Ananta Toer durant la dècada dels 1990

Va començar a treballar com a periodista, però les seves opinions favorables al moviment nacionalista indonesi durant la guerra d'independència el van portar a la presó per primera vegada entre 1947 i 1949.
Després de la independència, el 1960 va tornar a ser empresonat durant un any sense judici pel govern del president Sukarno per haver denunciat la discriminació política contra la comunitat xinesa a Indonèsia.
Va ser detingut per tercera vegada (de 1965 a 1979), ja durant la dictadura militar de Suharto que va causar prop d'un milió de morts. Se'l va acusar de ser membre de LEKRA, un grup intel·lectual d'esquerra, i va ser condemnat, sense procés ni judici, a la terrible colònia penal de l'illa de Buru, a l'est d'Indonèsia. Els seus manuscrits i llibres van ser cremats per les autoritats a mitjans de la dècada dels seixanta. Abans i durant el seu empresonament el 1965 va escriure més de trenta obres literàries. Ja confinat, va concebre un quartet de novel·les anomenat «El quartet de Buru». A l'escriptor li van ser negats llapis o bolígrafs, però va manifestar que havia contat amb tanta freqüència les històries als seus companys de presidi que una vegada alliberat l'única cosa que va fer va ser acostar un llapis al paper i les paraules van fluir.

## Obra
Les quatre novel·les que componen «El quartet de Buru» són les seves obres més conegudes: Terra humana, Fill de tots els pobles, Cap al matí i La casa de cristall. Quan les restriccions en les comunicacions dels tapol (presos polítics) es van suavitzar, Pramoedya va publicar un llibre de memòries, Cançó trista d'un mut (Nyanyi Sunyi Seorang Bisu, 1995), amb acusacions detallades de treballs forçats, gana i altres abusos en la colònia.
La seva obra ha estat traduïda a gairebé 40 idiomes. En català s'ha publicat La noia de la costa (Gadis Pantai, La Magrana, 2002) i El rei, la bruixa i el sacerdot (Cerita Calon Arang, Cruïlla, 2003). L'Editorial Txalaparta ha publicat en castellà i euskera algunes de les seves obres, entre elles la tetralogia de «El quartet de Buru». L'escriptor ha estat candidat en diverses ocasions al Premi Nobel de Literatura. Va morir l'any 2006 als 81 anys envoltat de la seva família.